# Scott Speed
Scott Speed (Manteca, Kalifornia, 1983. január 24. –) amerikai autóversenyző, aki a Toro Rosso csapat pilótájaként a Formula–1-ben is versenyzett.

## Pályafutása

### A Formula–1 előtt
Meglehetősen későn, 10 évesen kezdett el gokartozni. Nyolc év alatt több széria bajnoki címét is begyűjtötte, majd 19 évesen átnyergelt Forma-autózásra, és 2003-ban bekerült a Red Bull tehetséggondozó programjába. Fél éven belül kiderült, hogy fekélyes bélgyulladással küzd, és a krónikus betegség kezelése miatt szüneteltetnie kell a versenyzést.
Egy évvel később aztán gyógyultan tért vissza, és a Formula Renault 2000 európai és német sorozatát is megnyerte, így 22 évesen a frissen létrehozott GP2-ben találta magát, ahol Nico Rosberg és Heikki Kovalainen mögött az összetett harmadik helyén zárt.

### A Formula–1-ben

#### 2005 - Red Bull (Tesztpilóta)

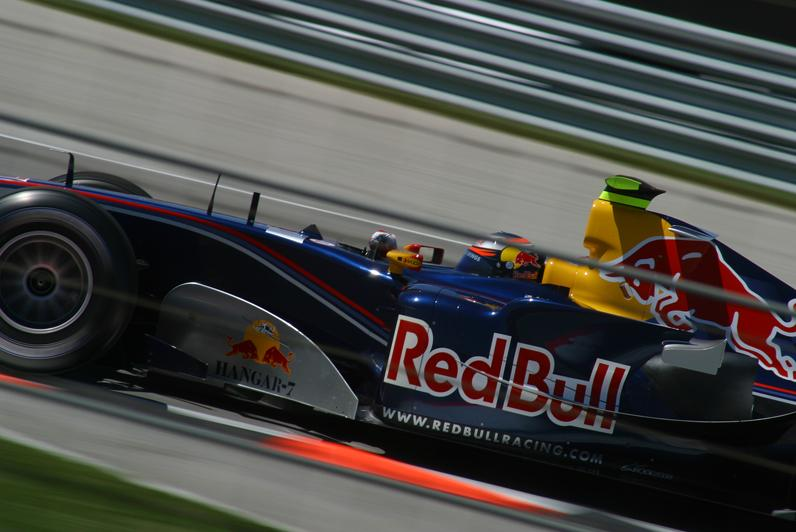
Speed a Red Bullal a 2005-ös amerikai nagydíjon, mint a csapat harmadik versenyzője

Speed a 2005-ös kanadai nagydíj pénteki szabadedzésén, a Red Bull Racing csapat tesztpilótájaként debütált a Formula–1-ben. A soron következő amerikai nagydíj péntekén is tesztelhette az autót. A Formula–1-be való belépésével ő volt Michael Andretti 1993-as visszavonulása óta az első amerikai pilóta. Az évad további futamait megelőző szabadedzéseken Vitantonio Liuzzi tesztelte a Red Bull-t.

#### 2006–2007 - Toro Rosso

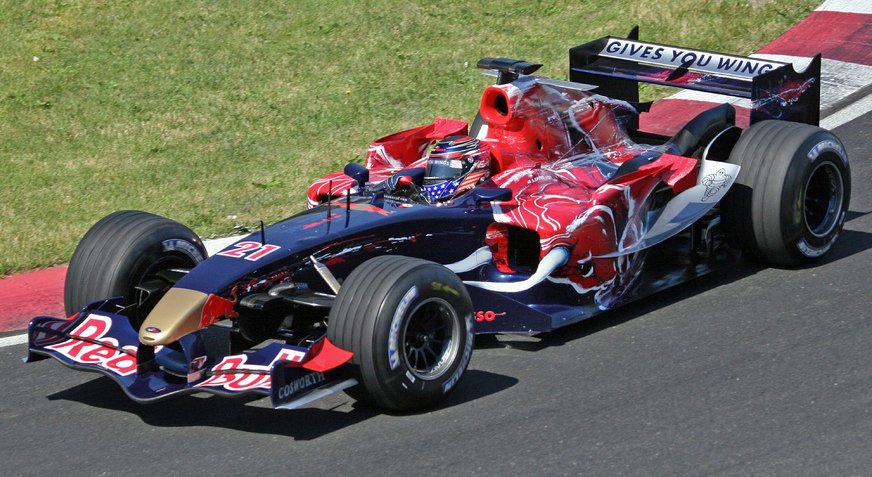
2006-ban a Toro Rossóval Kanadában

2006-ban már versenyzői állást kapott a Scuderia Toro Rosso csapatnál., miután a Red Bull bejelentette a Minardi felvásárlását és a Toro Rosso megalakítását. 1993 óta először szerepelt amerikai versenyző a Formula–1-ben. Az ausztrál nagydíjon egy pontot szerzett volna a nyolcadikként befutó Speed, de egy sárga zászlós előzés miatt visszakerült David Coulthard mögé a kilencedikre, és pont nélkül maradt. A verdikt kihirdetése után még egy 5000 dolláros pénzbírságot is összeszedett, mert minősíthetetlen hangnemben ordibált a skót pilótával a versenybírói meghallgatáson. Az egész évben mindössze egyszer teljesített a legjobb tízben, és egy pontot sem szerzett.
Első szezonjában nyújtott teljesítménye ellenére 2007-ben is maradt csapatánál, de csak fél szezont és a magyar nagydíjon már Sebastian Vettel versenyzett helyette.

### A Formula–1 után
A Formula–1-ből való távozása után a Red Bull továbbra is támogatta és a NASCAR felé vezető szériákban versenyzett tovább. 2011-ben megpróbálkozott a legendás Indianapolisi 500-on indulni, ám végül kínos lebőgés lett a próba vége, csapattársa az időmérőn legyőzte, és nem is tudta magát kvalifikálni a versenyre. Napjainkban az Andretti Autosport istálló holdudvarába tartozik, így ennek a csapatnak a színeiben leginkább rallycross versenyeken szerepel. A 2014–2015-ös Formula–E szezonban négy versenyen indult az Andretti pilótájaként. Miamiban az utolsó körben Prost eltalálta a falat, Speed végig lőtávolban volt, de végül 0,433 ezredmásodperccel lemaradt az első helyről. Debütálása a sorozatban remekül sikerült, de ezek után egyszer kiesett és további két versenyen nem szerzett pontot és távozott a sorozatból. 2015-ben megnyerte a Global RallyCross bajnokságot.

## Eredményei

### Teljes GP2-es eredménysorozata
(Táblázat értelmezése)

(Félkövér: pole-pozícióból indult; dőlt: leggyorsabb kört futott) 

| Év   | Csapat               | 1         | 2          | 3         | 4         | 5         | 6          | 7          | 8          | 9          | 10        | 11        | 12        | 13        | 14         | 15         | 16        | 17        | 18         | 19         | 20        | 21        | 22         | 23         | Helyezés | Pont |
| ---- | -------------------- | --------- | ---------- | --------- | --------- | --------- | ---------- | ---------- | ---------- | ---------- | --------- | --------- | --------- | --------- | ---------- | ---------- | --------- | --------- | ---------- | ---------- | --------- | --------- | ---------- | ---------- | -------- | ---- |
| 2005 | iSport International | SMR FEA 3 | SMR SPR Ki | ESP FEA 2 | ESP SPR 3 | MON FEA 4 | EUR FEA 16 | EUR SPR 12 | FRA FEA 15 | FRA SPR 18 | GBR FEA 4 | GBR SPR 2 | GER FEA 4 | GER SPR 3 | HUN FEA Ki | HUN SPR 19 | TUR FEA 5 | TUR SPR 4 | ITA FEA Ki | ITA SPR 15 | BEL FEA 4 | BEL SPR 4 | BHR FEA Ki | BHR SPR 19 | 3.       | 67.5 |

### Teljes Formula–1-es eredménysorozata
(Táblázat értelmezése)

(Félkövér: pole-pozícióból indult; dőlt: leggyorsabb kört futott) 

| Év   | Csapat     | 1      | 2      | 3      | 4      | 5      | 6      | 7      | 8      | 9      | 10     | 11     | 12     | 13     | 14     | 15     | 16     | 17     | 18     | Helyezés | Pont |
| ---- | ---------- | ------ | ------ | ------ | ------ | ------ | ------ | ------ | ------ | ------ | ------ | ------ | ------ | ------ | ------ | ------ | ------ | ------ | ------ | -------- | ---- |
| 2006 | Toro Rosso | BHR 13 | MAL Ki | AUS 9  | SMR 15 | EUR 11 | ESP Ki | MON 13 | GBR Ki | CAN 10 | USA Ki | FRA 10 | GER 12 | HUN 11 | TUR 13 | ITA 13 | CHN 14 | JPN Ki | BRA 11 | 20.      | 0    |
| 2007 | Toro Rosso | AUS Ki | MAL 14 | BHR Ki | ESP Ki | MON 9  | CAN Ki | USA 13 | FRA Ki | GBR Ki | EUR Ki | HUN    | TUR    | ITA    | BEL    | JPN    | CHN    | BRA    |        | 21.      | 0    |

### Teljes az A1 Grand Prix eredménysorozata
(Táblázat értelmezése)

(Félkövér: pole-pozícióból indult; dőlt: leggyorsabb kört futott) 

| Év      | Csapat | 1          | 2          | 3          | 4          | 5          | 6         | 7       | 8       | 9       | 10      | 11      | 12      | 13      | 14      | 15      | 16      | 17      | 18      | 19      | 20      | 21      | 22      | Helyezés | Pont |
| ------- | ------ | ---------- | ---------- | ---------- | ---------- | ---------- | --------- | ------- | ------- | ------- | ------- | ------- | ------- | ------- | ------- | ------- | ------- | ------- | ------- | ------- | ------- | ------- | ------- | -------- | ---- |
| 2005–06 | USA    | GBR SPR 11 | GBR FEA Ki | GER SPR Ki | GER FEA Ki | POR SPR 13 | POR FEA 4 | AUS SPR | AUS FEA | MYS SPR | MYS FEA | UAE SPR | UAE FEA | RSA SPR | RSA FEA | IDN SPR | IDN FEA | MEX SPR | MEX FEA | USA SPR | USA FEA | CHN SPR | CHN FEA | 16.      | 23   |

### Teljes IndyCar Series eredménysorozata
(Táblázat értelmezése)

(Félkövér: pole-pozícióból indult; dőlt: leggyorsabb kört futott) 

| Év   | Csapat        | 1   | 2   | 3   | 4   | 5       | 6    | 7    | 8   | 9   | 10  | 11  | 12  | 13  | 14  | 15  | 16  | 17  | 18  | Helyezés | Pont |
| ---- | ------------- | --- | --- | --- | --- | ------- | ---- | ---- | --- | --- | --- | --- | --- | --- | --- | --- | --- | --- | --- | -------- | ---- |
| 2011 | Dragon Racing | STP | ALA | LBH | SAO | INDY NK | TXS1 | TXS2 | MIL | IOW | TOR | EDM | MDO | NHM | SNM | BAL | MOT | KTY | LVS | HN       | 0    |

### Teljes Formula E eredménylistája
| Év      | Csapat   | 1   | 2   | 3   | 4   | 5     | 6      | 7      | 8      | 9   | 10  | 11  | Helyezés | Pont |
| ------- | -------- | --- | --- | --- | --- | ----- | ------ | ------ | ------ | --- | --- | --- | -------- | ---- |
| 2014-15 | Andretti | BEI | PUT | PDE | BUE | MIA 2 | LBH Ki | MON 12 | BER 13 | MOS | LON | LON | 15.      | 18   |